# Canoa/kayak ai Giochi della XV Olimpiade - K1 10000 metri maschile
La competizione del K1 10000 metri di Canoa/kayak ai Giochi della XV Olimpiade si è disputata il giorno 27 luglio 1952 al bacino del Taivallahti a Helsinki.

## Programma
| Data           | Ora   | Round  |
| -------------- | ----- | ------ |
| 27 luglio 1952 | 19:30 | Finale |

## Risultati
| Pos.    | Atleta                  | Nazione          | Tempo   |
| ------- | ----------------------- | ---------------- | ------- |
| Oro     | Thorvald Strömberg      | Finlandia        | 47'22"8 |
| Argento | Gert Fredriksson        | Svezia           | 47'34"1 |
| Bronzo  | Michel Scheuer          | Germania         | 47'54"5 |
| 4       | Ejvind Hansen           | Danimarca        | 47'58"8 |
| 5       | Hans Martin Gulbrandsen | Norvegia         | 48'12"9 |
| 6       | Miloš Pech              | Cecoslovacchia   | 48'25"8 |
| 7       | Ivan Sotnykov           | Unione Sovietica | 48'36"8 |
| 8       | Jochem Bobeldijk        | Paesi Bassi      | 49'36"2 |
| 9       | Alfred Schmidtberger    | Austria          | 49'45"6 |
| 10      | Pierre Derivery         | Francia          | 49'48"5 |
| 11      | Hilaire Deprez          | Belgio           | 50'20"6 |
| 12      | Geoffrey Colyer         | Gran Bretagna    | 50'55"3 |
| 13      | Josip Lipokatić         | Jugoslavia       | 51'01"3 |
| 14      | William Schuette        | Stati Uniti      | 52'44"6 |
| 15      | Aldo Albera             | Italia           | 53'49"2 |
| 16      | Raymond Kamber          | Svizzera         | 54'57"3 |
| 17      | Léon Roth               | Lussemburgo      | 56'02"9 |